# Dachungosaurus
Dachungosaurus là một chi khủng long, được Zhao X. (as Chao S.) mô tả khoa học năm 1985.